# Municipio de Osago
El municipio de Osago (en inglés: Osago Township) es un municipio ubicado en el condado de Nelson en el estado estadounidense de Dakota del Norte. En el año 2010 tenía una población de 31 habitantes y una densidad poblacional de 0,34 personas por km².

## Geografía
El municipio de Osago se encuentra ubicado en las coordenadas 47°48′3″N 98°19′43″O / 47.80083, -98.32861. Según la Oficina del Censo de los Estados Unidos, el municipio tiene una superficie total de 92.2 km², de la cual 91,69 km² corresponden a tierra firme y (0,56 %) 0,51 km² es agua.

## Demografía
Según el censo de 2010, había 31 personas residiendo en el municipio de Osago. La densidad de población era de 0,34 hab./km². De los 31 habitantes, el municipio de Osago estaba compuesto por el 100 % blancos. Del total de la población el 0 % eran hispanos o latinos de cualquier raza.